# مستخلص بذور الجريب فروت
مستخلص بذور الجريب فروت، المعروف أيضًا باسم مستخلص بذور الحمضيات ، عبارة عن مستخلص سائل مشتق من البذور واللب والأغشية البيضاء لل جريب فروت. يتم تحضير مستخلص بذور الجريب فروت عن طريق طحن بذرة الجريب فروت واللب، ثم خلطهما مع الجلسرين. وهذا المستخلص متوفرويباع للمستهلكين كمكمل غذائي ويستخدم في مستحضرات التجميل. وجدت التجارب المخبرية أن مستخلص الجريب فروت لا يملك خواص مضادللميكروباات أو غيرها من خواص مكافحة الأمراض. 

## تاريخ الجريب فروت
تعتبر شجرة الجريب فروت من أشجار الفواكه الحمضية شبه الاستوائية، حيث تتم زراعتها من أجل الحصول على ثمارها، والتي كانت تسمى بالأصل فاكهة باربادوس المحرمة.
تم اكتشاف هذه الفاكهة أول مرة عام 1750 بواسطة القس جريفيث هيوز، بينما كان يصف عينات من باربادوس.
جميع اجزاء هذه الفاكهة يمكن استخدامها، حيث يتم استخدام الثمرة بشكل رئيسي في صناعة العصير المنعش، اما القشور فيتم معالجتها واستخدامها لصنع زيوت عطرية  أو كمصدر للألياف الغذائية. ويتم إعادة استخدام البذور واللب الناتجة من صناعة العصير، في معالجة مستخلص بذور الجريب فروت  أو يباع كعلف للماشية.

## الفعالية
على الرغم من الادعاءات بأن مستخلص الجريب فروت له تأثيرات مضادة للميكروبات،  لا يوجد دليل علمي على ذلك.  وتشير بعض الأدلة إلى أن الخواص المضادة للميكروبات كانت بسبب التلوث أو الغش في مستحضرات مستخلص الجريب فروت التجارية مع مضادات الميكروبات الاصطناعية أو المواد الحافظة.    حيث لم تكن هذه المواد الكيميائية موجودة في مستخلصات بذور الجريب فروت المحضرة في المختبر، ولم يتم العثور على مستحضرات مستخلص الجريب فروت بدون تلك الملوثات. وبالرغم من أن مستخلص بذور الحمضيات يباع في أسواق الأغذية الصحية، لا يوجد دليل جيد على أي نشاط مضاد للميكروبات.
وجدت دراسة فحصت الخواص المحتملة المضادة للفيروسات لمستخلص الجريب فروت أنه لم يكن لها فعالية كمطهر لفيروس calicivine القطط و parvovirus القطط.

## المواد الكيميائية النباتية
أظهرت التحاليل المخبرية أن شجرة الجريب فروت تتكون من:  حمض الأسكوربيك (فيتامين C)، توكوفيرولولس، حامض الستريك، ليمونويد،   ستيرول، ومعادن.

## طريقة التحضير
يتم تحضير مستخلص الجريب فروت عن طريق طحن بذور الجريب فروت واللب لتكوين عجينة، ثم خلطها مع الجلسرين.  ويتكون مستخلص الجريب فروت المتوفر في الأسواق من البذور واللب والجلسرين والمواد الحافظة الاصطناعية المخلوطة معًا.

## شروط الصحة والسلامة
المواد الكيميائية النباتية الموجودة في بذور الجريب فروت، وخاصة فوروموكومارين والفلافونويدات، تؤثر على الفعالية العلاجية المرجوة لنحو 85 دواء بوصفة طبية. ويحدث هذا التأثير بسبب حدوث تثبيط إنزيم الكبد، السيتوكروم P450 ، الذي يتحكم في استقلاب الكبد للعقاقير؛ وبالتالي يزداد تركيز تلك الأدوية في الدم بشكل غير متوقع.